# Quintina Diniz
Quintina Diniz de Oliveira Ribeiro, também conhecida como Quintina Diniz de Oliveira ou simplesmente Quintina Diniz (Laranjeiras, 1878 – 1942) foi uma professora, política e feminista brasileira. Foi a primeira deputada estadual de Sergipe, ocupando o cargo de maio de 1935 a 1937. Ela era filiada à Federação Brasileira pelo Progresso Feminino (FBPF).
Na área da educação, ela também se destacou em seu estado ao ser a fundadora, no ano de 1906, de um dos primeiros educandários exclusivamente femininos da capital Sergipana: o Collegio Nossa Senhora Sant'Anna ou simplesmente Colégio Santana, originalmente fundado em 1848 por Possidonia Maria de Santa Cruz Bragança na cidade de Laranjeiras que viria a ser transferido para Aracaju e que funcionou até dezembro de 1941.
No contexto da política, Quintina Diniz era conhecida pelo domínio da oratória e também por ter sido apoiadora do interventor Augusto Maynard Gomes, que exerceu a Chefia do Poder Executivo Estadual de Sergipe durante dois períodos do Governo Vargas, e do deputado federal Leandro Maynard Maciel, ambos dirigentes do então Partido Social Democrático de Sergipe (PSD), partido que viria a ser dissolvido em 1937, com o golpe militar do Estado Novo.
Depois do êxito de Quintina Diniz, as mulheres demorariam duas décadas para voltarem a ser eleitas para a Assembleia Legislativa do Estado de Sergipe. Afirma-se isto, pois, somente em 1954, com a eleição da deputada estadual Núbia Nabuco Macedo, esposa de Francisco de Araújo Macedo, então líder do Partido Trabalhista Brasileiro (PTB) no estado de Sergipe, mulheres voltaram a exercer mandato no Poder Legislativo estadual.